# Gustav Mehlhausen
Gustav Wilhelm Mehlhausen (* 26. November 1823 in Gerdauen; † 16. Juni 1913 in Berlin-Wilmersdorf) war ein deutscher Sanitätsoffizier.

## Leben
Mehlhausen studierte an der Albertus-Universität Königsberg und war seit 1844 Mitglied des Corps Littuania. Er wechselte an das Medicinisch-chirurgische Friedrich-Wilhelm-Institut in Berlin. 1849 zum Dr. med. promoviert, war er Militärarzt der Preußischen Armee. Im Deutschen Krieg war er Chefarzt des 2. schweren Feld-Lazaretts des Gardekorps, im Deutsch-Französischen Krieg Generalarzt der General-Etappen-Inspektion der 3. Armee, danach Korps-Generalarzt des VII. Armee-Korps. Seit 1873 à la suite des Sanitätskorps gestellt, war er Ärztlicher Direktor der Charité. Als Geh. Obermedizinalrat trat er 1892 in den Ruhestand. Er war Mitglied der Cholera-Kommission für das Deutsche Reich, gründete die Gesellschaft der Charité-Ärzte und war Redakteur der Charité-Annalen, N. P., Jahrg. 1 bis 12. Ihm zu Ehren wurde im Hof der Alten Charité ein Denkmal von Martin Wolff errichtet. Die 1950 eingelagerte Bronzebüste ist verschollen.

## Familie
Mehlhausen wurde als Sohn des Bezirksarztes Friedrich Samuel Mehlhausen und seiner Frau Ernestine Wilhelmine, geb. Schönknecht, geboren.

## Quelle
- Pagel: Biographisches Lexikon hervorragender Ärzte des neunzehnten Jahrhunderts. Berlin, Wien 1901, Sp. 1113–1114, zeno.org